# بيتر غيلبرت (ملحن)
بيتر غيلبرت (بالإنجليزية: Peter Gilbert)‏ هو معلم موسيقى وملحن أمريكي، ولد في 23 ديسمبر 1975 في لويفيل في الولايات المتحدة.